# Natural Heritage Area
Une Natural Heritage Area (littéralement : « aire de patrimoine naturel ») est une zone protégée en raison de sa biodiversité en Irlande, gérée par le National Parks and Wildlife Service.

## Description
Une zone peut être classée Natural Heritage Area si les habitats ou la faune et la flore qu'ils contiennent nécessitent une protection spéciale.

## Statistiques
Actuellement, 75 tourbières ombrotophes, couvrant environ 23 000 hectares, et 73 tourbières de couverture, représentant environ 37 000 hectares, disposent de ce statut. Elles sont surtout localisées dans l'ouest du pays.
630 sites sont actuellement proposés pour accéder au statut de Natural Heritage Area.